# Rio Coroieşti
O Rio Coroieşti é um rio da Romênia, afluente do Pereschiv, localizado no distrito de Vaslui.